# Stoà di Zeus

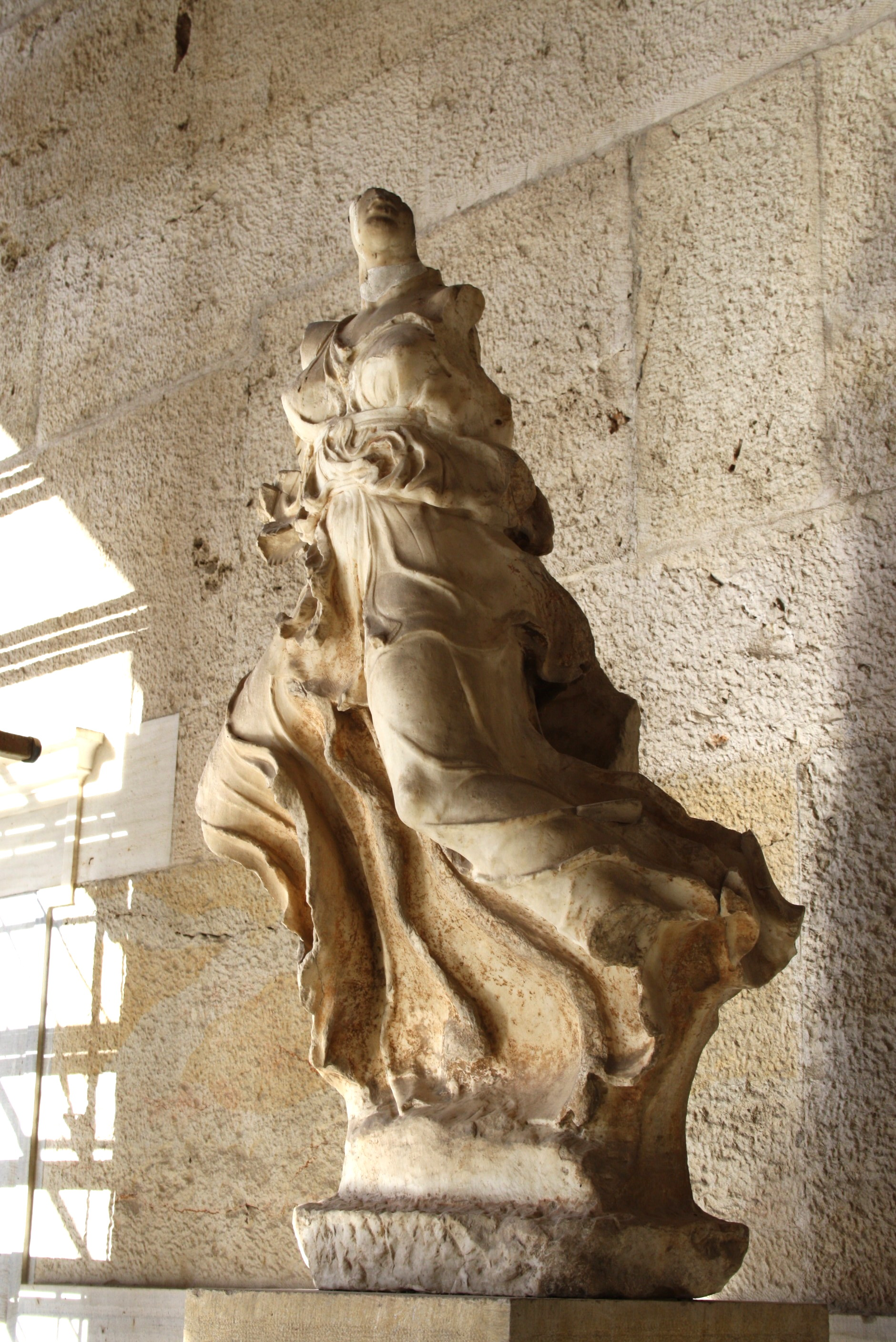
Nike acroteriale pertinente alla stoà di Zeus, Museo dell'antica Agorà S312.

La stoà di Zeus Eleutherios era una stoà (passaggio coperto ad uso pubblico) situata nell'angolo nord-occidentale dell'agorà di Atene, a sud della più antica Stoà reale, attualmente in condizioni di conservazione che ne rendono difficoltosa la lettura. L'edificio è datato al 430-410 a.C. ed è stato attribuito all'architetto Mnesicle dal Thompson. Caratterizzato dall'articolazione degli elementi e dalla policromia dei materiali utilizzati (calcari di tipologia e provenienza differenti, marmo grigio dell'Imetto, marmo pentelico), oltre che dalla commistione fra la funzione votiva e la tipologia architettonica civile, questo edificio fu una delle più apprezzate costruzioni del V secolo a.C. e probabile modello per i portici costruiti successivamente.

## Descrizione
Il portico era lungo 45 metri, largo 11 metri all'altezza del corpo centrale e dotato di un doppio colonnato, di ordine dorico all'esterno e ionico all'interno. Presentava due avancorpi  di 16 metri di profondità alle estremità della facciata, sormontati da due frontoni dei quali resta la descrizione di Pausania (Paus., I, 3, 1). La copertura era sormontata da nikai acroteriali. Il colonnato esterno era composto da nove colonne in facciata e sei sulle ali, quello interno da nove colonne non scanalate. Lungo le mura del perimetro interno correva una banchina marmorea. Pausania (Paus., I, 3, 2) poté vedere nei pressi del portico quattro statue (Conone con il figlio Timoteo, Evagora I re di Cipro, Zeus Eleutherios e l'imperatore Adriano) delle quali restano le basi.
Plinio (Nat. hist., XXXV, 129) e ancora Pausania (I, 3.4; VIII, 11.6; IX, 15.5) riferiscono che le tre pareti del portico furono decorate intorno al 360 a.C. da pannelli dipinti da Eufranore i cui soggetti erano: la battaglia di Mantinea (uno scontro tra le cavallerie degli Ateniesi e dei Tebani), i Dodici dei, e Teseo con le personificazioni del Demos (popolo) e della Democrazia.